# (9150) Zavolokin

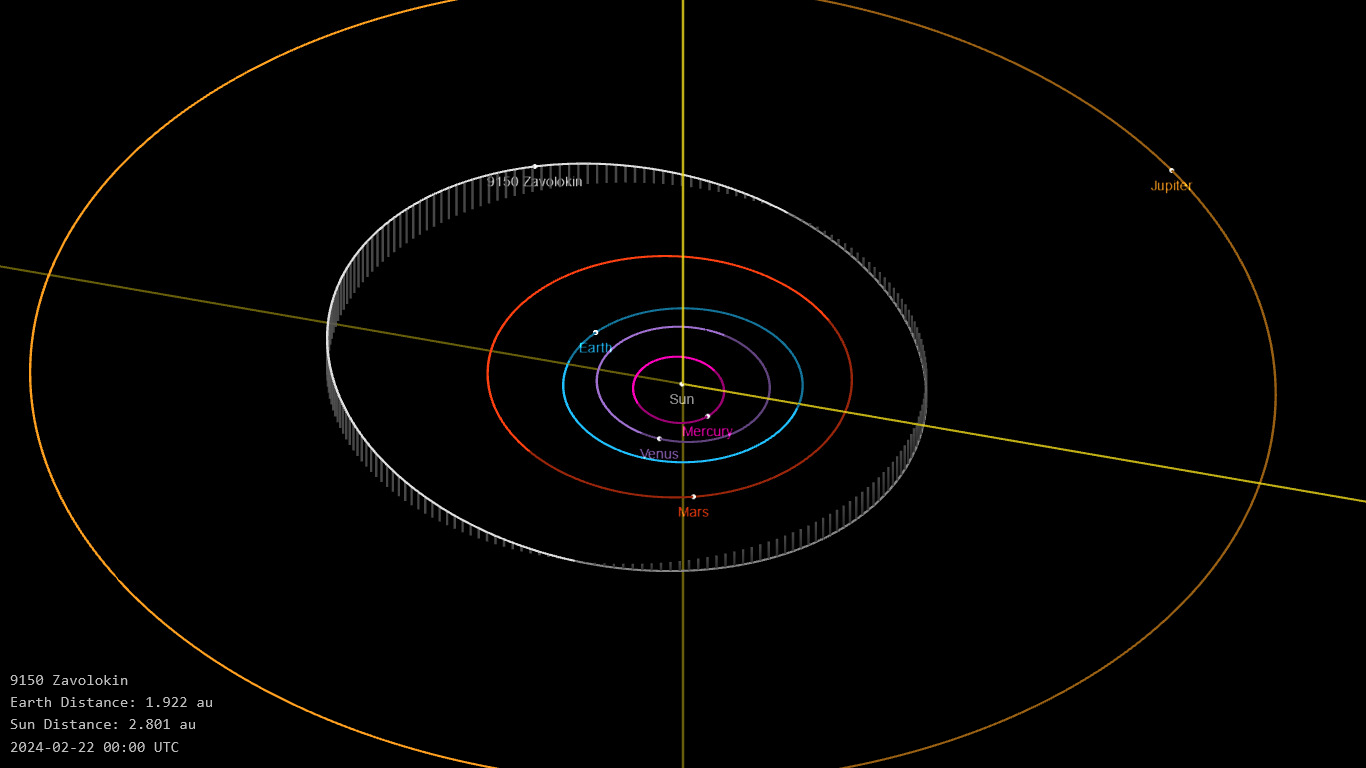
La órbita del asteroide 9150 Zavolokin, nombrado en 2002

(9150) Zavolokin es un asteroide perteneciente al cinturón de asteroides, descubierto el 27 de septiembre de 1978 por la astrónoma soviética Liudmila Chernyj desde el Observatorio Astrofísico de Crimea.

## Designación y nombre
Designado provisionalmente como  1978 SE1, posteriormente fue nombrado "Zavolokin" en honor al acordeonista ruso Guennadi Dmítrievich Zavolokin.